# Bodo Voigts
Bodo Voigts (* 9. August 1844 in Lüchow; † 29. Januar 1920 in Berlin) war ein deutscher Jurist.

## Leben
Bodo Voigts studierte Jura in Göttingen und wurde dort Mitglied des Corps Bremensia. Anschließend trat er in den Justizdienst ein und war Amtsrichter in Hagen. Nach verschiedenen Stationen in der Verwaltung arbeitete er Amtmann des Amts Freiburg/Elbe und Kreishauptmann im Stader Marschkreis und von 1885 bis 1889 als Landrat in Freiburg/Elbe (Kreis Kehdingen). 1889 wurde Voigts Verwaltungsgerichtsdirektor in Minden und 1891 Oberverwaltungsgerichtsrat in Berlin. Im Jahr 1894 wurde Bodo Voigts Präsident des Landeskonsistoriums Hannover (heute: Landeskirchenamt Hannover), ab 1900 zugleich Direktor des Konsistorium Hannover. 1903 wurde Voigts Präsident des Evangelischen Oberkirchenrates in Berlin. Er hatte dieses Amt bis 1919 inne. Von 1916 bis 1918 war Voigts Mitglied des Preußischen Herrenhauses.
Sein Grab befand sich auf dem Dom-Friedhof II in Berlin-Wedding und ist nicht erhalten.